# Iryna Leshchanka
Iryna Leshchanka née Kryuko (en biélorusse : Ірына Лешчанка), née le 30 juillet 1991 à Senno, est une biathlète biélorusse. 

## Biographie
Elle commence le biathlon à l'âge de onze ans et commence plus tard à gagner des courses. Son frère Victor se met aussi au biathlon et devient actif internationalement.
Sa première compétition internationale junior a lieu en 2009, aux Championnats du monde jeunesse, gagnant la médaille d'argent du relais et terminant quatrième de l'individuel.
Elle fait partie de l'équipe nationale sénior depuis 2011. Elle continue chez les juniors, remportant la médaille de bronze de la poursuite aux Championnats du monde junior en 2012 et en relais aux Championnats du monde junior 2013.
En 2014, elle remporte son premier titre avec la médaille d'or du relais aux Championnats d'Europe, où elle gagne le bronze à l'individuel.
Elle obtient son premier podium en Coupe du monde dans un relais à Ruhpolding en janvier 2015. Elle est ensuite auteur d'un top 10 individuel à Nové Mesto. En décembre 2017, elle monte sur son premier podium individuel à la mass-start d'Annecy, avec une deuxième place derrière Justine Braisaz (20/20 au tir pour Kryuko).
En 2018, elle participe aux Jeux olympiques de Pyeongchang, où elle est 17e du sprint, 17e de la poursuite, 36e de l'individuel, 26e de la mass start et médaillée d'or sur le relais avec Darya Domracheva, Nadejda Skardino et Dinara Alimbekava.
En 2019, elle établit son meilleur classement général en Coupe du monde avec le quinzième rang et remporte deux médailles aux Championnats d'Europe à Minsk, l'argent à la poursuite et le bronze à l'individuel. Lors de l'édition 2020 au même lieu, elle gagne la médaille de bronze au sprint.

## Palmarès

### Jeux olympiques
| Épreuve / Édition                | Individuel | Sprint | Poursuite | Départ en masse | Relais                         | Relais mixte |
| Jeux olympiques 2018 Pyeongchang | 36e        | 17e    | 17e       | 26e             | Médaille d'or, Jeux olympiques | —            |
| Jeux olympiques 2022 Pékin       | 41e        | 60e    | 20e       | —               | 13e                            | —            |

Légende :
- : première place, médaille d'or
- — : non disputée par Kryuko

### Championnats du monde
| Mondiaux \ Épreuve      | Individuel | Sprint | Poursuite | Départ en masse | Relais | Relais mixte | Relais mixte simple              |
| 2012 Ruhpolding         | Abandon    | —      | —         | —               | —      | —            | Épreuve inexistante à cette date |
| 2015 Kontiolahti        | 19e        | —      | —         | —               | 7e     | —            | Épreuve inexistante à cette date |
| 2016 Holmenkollen       | 64e        | 66e    | —         | —               | 18e    | 9e           | Épreuve inexistante à cette date |
| 2017 Hochfilzen         | 14e        | 36e    | 45e       | —               | 9e     | 22e          | Épreuve inexistante à cette date |
| 2019 Östersund          | 62e        | 26e    | 33e       | 24e             | 11e    | —            | —                                |
| 2020 Antholz-Anterselva | 30e        | 52e    | 49e       | —               | 13e    | 12e          | —                                |
| 2021 Pokljuka           | —          | 75e    | —         | —               | 4e     | —            | 12e                              |

Légende :
- — : épreuve non disputée par Kryuko
- : pas d'épreuve

### Coupe du monde
- Meilleur classement général : 15e en 2019.
- 1 podium individuel : 1 deuxième place.
- 5 podiums en relais : 1 victoire et 4 deuxièmes places.

 Dernière mise à jour le 5 décembre 2021. 

#### Classements en Coupe du monde
| Saison    | Classement général final | Individuel | Sprint | Poursuite | Mass start |
| 2011-2012 | 98e                      | -          | nc     | 77e       |            |
| 2012-2013 | 90e                      | nc         | 79e    | nc        |            |
|           |                          |            |        |           |            |
| 2014-2015 | 54e                      | 44e        | 54e    | 48e       |            |
| 2015-2016 | 54e                      | 45e        | 60e    | 53e       |            |
| 2016-2017 | 38e                      | 36e        | 34e    | 37e       |            |
| 2017-2018 | 20e                      | 21e        | 26e    | 28e       | 7e         |
| 2018-2019 | 15e                      | 40e        | 18e    | 16e       | 11e        |
| 2019-2020 | 29e                      | 53e        | 38e    | 28e       | 19e        |
| 2020-2021 | 45e                      | 45e        | 44e    | 35e       |            |
| 2021-2022 | 56e                      | nc         | 49e    | 54e       |            |

### Championnats du monde junior
- 1 médaille d'argent : relais en 2009 (jeunes).
- 2 médailles de bronze : poursuite en 2012 et relais en 2013.

### Championnats d'Europe
- 1 médaille d'or : relais en 2014.
- 1 médaille d'argent : poursuite en 2019.
- 3 médailles de bronze : relais mixte en 2011 (junior), individuel en 2014 et 2019, sprint en 2020.

### IBU Cup
- 1 podium individuel.